# パーゴラ

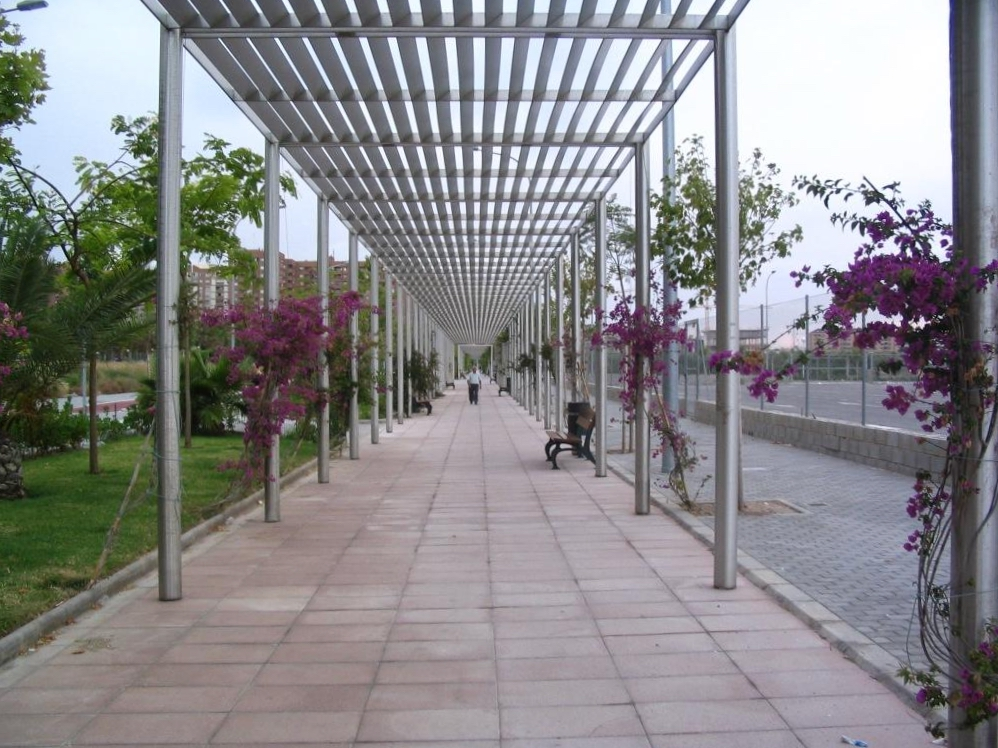
スペイン・バレンシアのパーゴラ

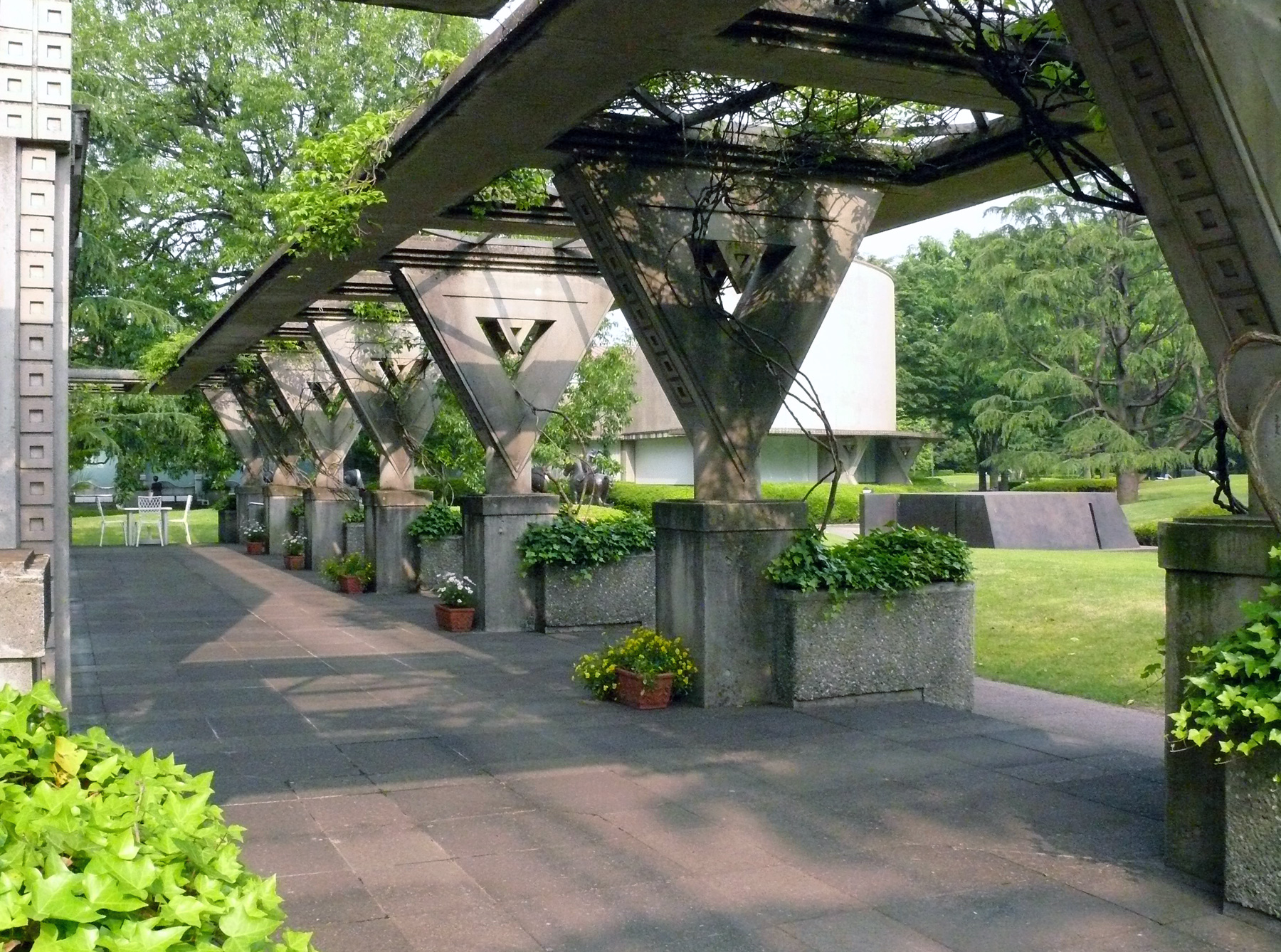
世田谷美術館（内井昭蔵設計）のパーゴラ

パーゴラ（英: pergola）は、ベンチや屋外卓などの休養施設の上部に設置される修景施設。日陰棚（ひかげだな）などともいう。
本来はラテン語でぶどう棚を意味し、つる棚、緑廊（りょくろう）と呼ばれることもある。ただ、公園施設としてはつる性植物を誘引して日陰機能を有するものに限らず、つる性植物を伴わないものもある。

## 機能
公園施設としては修景施設に位置づけられ、具体的には藤棚などがある。つる性植物を誘引するものは広場内に緑陰を作り出す緑陰機能をもち、そのつる性植物の植栽基盤となる。先述のように、つる性植物を伴わないものもあり、のれん状の布製のルーバーを組み合わせたパーゴラ（重しに緑化コンテナを用いる）などがある。
学校等では児童の遊具の一種となっている。住宅では一般的に庭や軒先の演出として、藤や蔦などのつる性植物をからませて日陰をつくる構造物を指す。
災害時にパーゴラの外側にテントを張って覆うことで避難や活動の拠点として活用できるようにしたものもある（防災パーゴラ）。

## ギャラリー

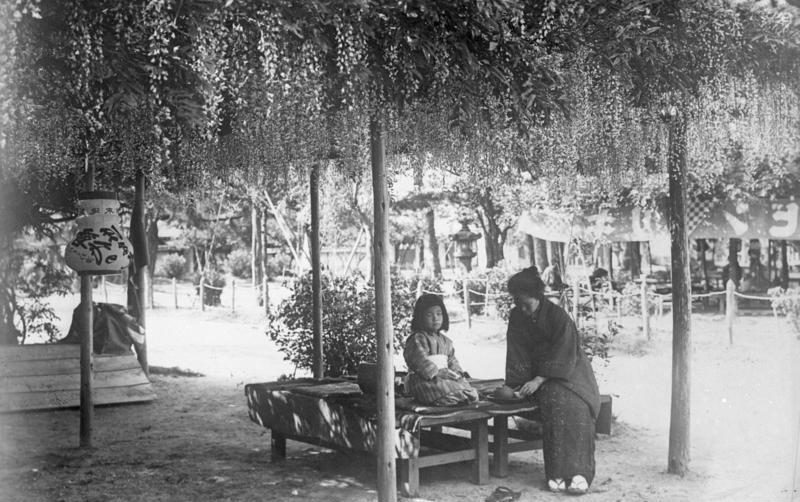
藤棚の下で茶を楽しむ親子
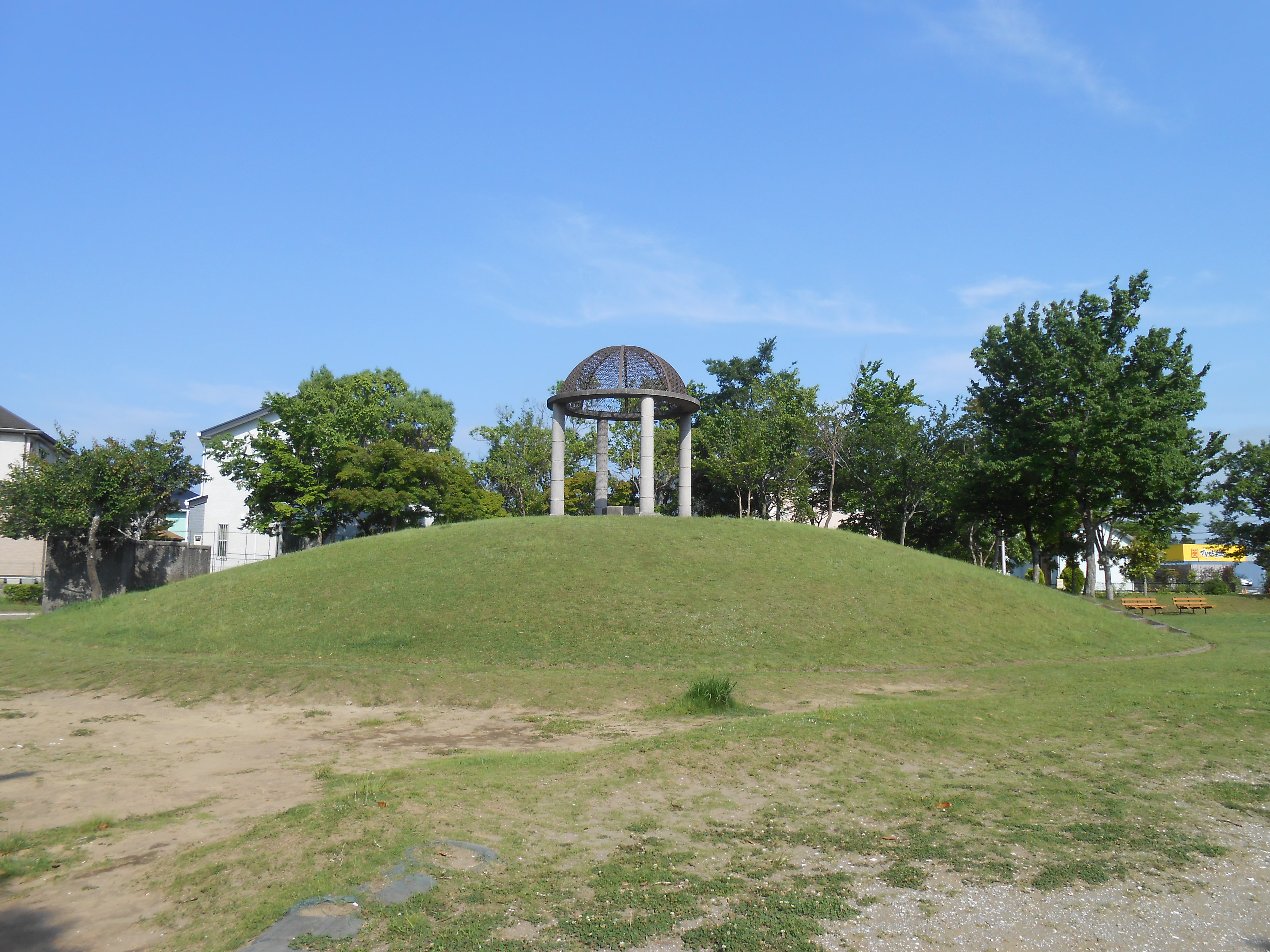
公園にあるガゼボ（あずまや）。ドーム型のパーゴラがある（千葉県市原市ちはら台南2丁目の弥生公園）。
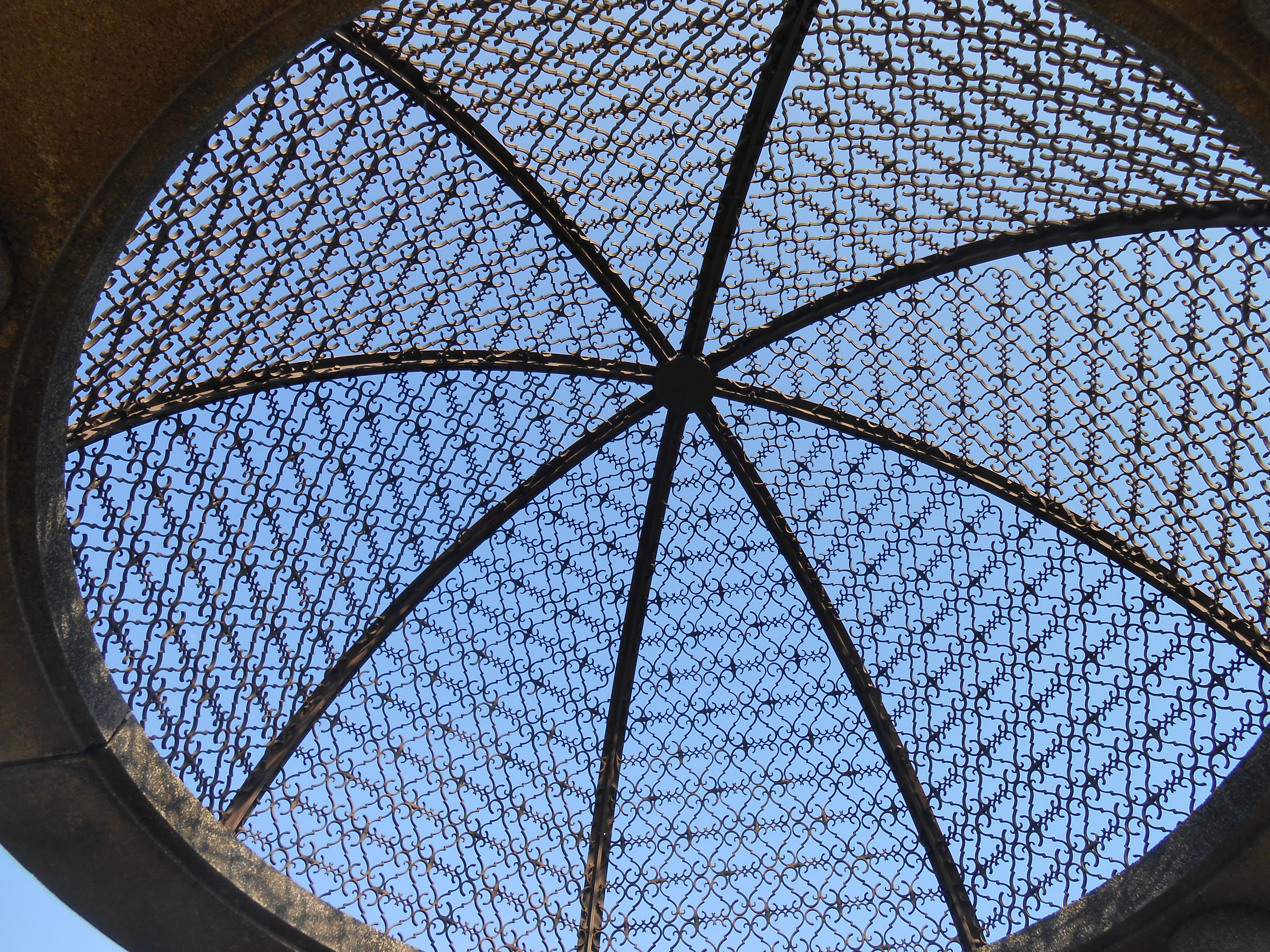
ドーム型のパーゴラの下から空を見上げたときの光景。